# L'Utilisation de la connaissance dans la société

L'Utilisation de la connaissance dans la société (en anglais : The Use of Knowledge in Society) est un article académique de l'économiste Friedrich Hayek, publié pour la première fois en 1945 dans la revue American Economic Review,,. 
Rédigé en réponse au soutien de l'économiste Oskar R. Lange à une économie planifiée, il figure parmi les douze articles compilés en 1948 dans Individualisme et Ordre Economique.

## Argumentaire
L'article de Hayek s'oppose à la création d'une Commission Centrale des Prix (préconisée par Lange) en soulignant la nature dynamique et organique des fluctuations des prix du marché et les avantages de ce phénomène. Il affirme qu'une économie de planification centralisée ne pourrait jamais égaler l'efficacité du libre marché, car jamais un seul agent n'aura accès à toute la connaissance de la société. Une économie décentralisée est, au contraire, plus compatible avec la nature dispersée de l'information dans la société. Selon Hayek, 

« le merveilleux réside dans des cas comme celui de la rareté d'une matière première, où, sans qu'un seul ordre soit émis, sans que plus de quelques personnes connaissent les causes, des dizaines de milliers de personnes utilisent cette matière première avec plus de parcimonie, c’est-à-dire qu’ils vont dans la bonne direction. »

L'article aborde également le concept d' « équilibre individuel » et la typologie de Hayek entre informations soit utiles et applicables soit scientifiques et théoriques. 

## Accueil
« L'utilisation des connaissances dans la société » a fait sensation parmi les économistes, entamant une série de travaux sur l'économie de l'information, dont ceux de plusieurs futurs lauréats du prix Nobel, tels que Leonid Hurwicz. Armen Alchian, économiste à UCLA, se souvient de son excitation face à l'essai de Hayek. En 2011, « L'utilisation du savoir dans la société » a été sélectionné comme l'un des 20 meilleurs articles publiés dans l'American Economic Review pendant son premier siècle. 

## Influence
Jimmy Wales cite « L'utilisation des connaissances dans la société » comme « central » dans sa réflexion sur « la gestion du projet Wikipédia », Hayek faisant valoir l'inégale dispersion de la connaissance et, par conséquent, la supériorité des décisions d'acteurs avec une connaissance locale spécialisée sur celles d'une autorité centrale. 

## Voir également
- Main invisible
- Coût d'opportunité